# 夺命手机
《夺命手机》（英語：Echelon Conspiracy，又译《梯阵阴谋》）是由夏恩·韦斯特等人主演的一部科幻电影，讲述了一个美国国家安全局的用于监控全球通讯的系统有了自主意识后引发的一系列故事。本片于2010年5月14日在中国大陆影院上映。

## 剧情
皮特森长期从事系统安全方面的工作，有一天收到一个未知发件人的手机，此手机似乎有预测未来的能力，根据上面的提示，皮特森躲过了空难、赢得了巨款。也因此被美国联邦调查局带走。经过调查最终发现手机上出现的指令居然发送自美国国家安全局自己的系统。原来这个系统有了自主意识，在皮特森的帮助下，该系统最后被成功关闭。